# Gagea pampaninii
Gagea pampaninii är en liljeväxtart som beskrevs av Achille Terracciano. Gagea pampaninii ingår i Vårlökssläktet och i familjen liljeväxter. Inga underarter finns listade.